# Utrecht, Africa de Sud
Utrecht este un oraș din provincia Kwazulu-Natal, Africa de Sud.